# Războienii de Jos
Războienii de Jos – wieś w Rumunii, w okręgu Neamț, w gminie Războieni. W 2011 roku liczyła 659 mieszkańców.